# Ff (liuteria)

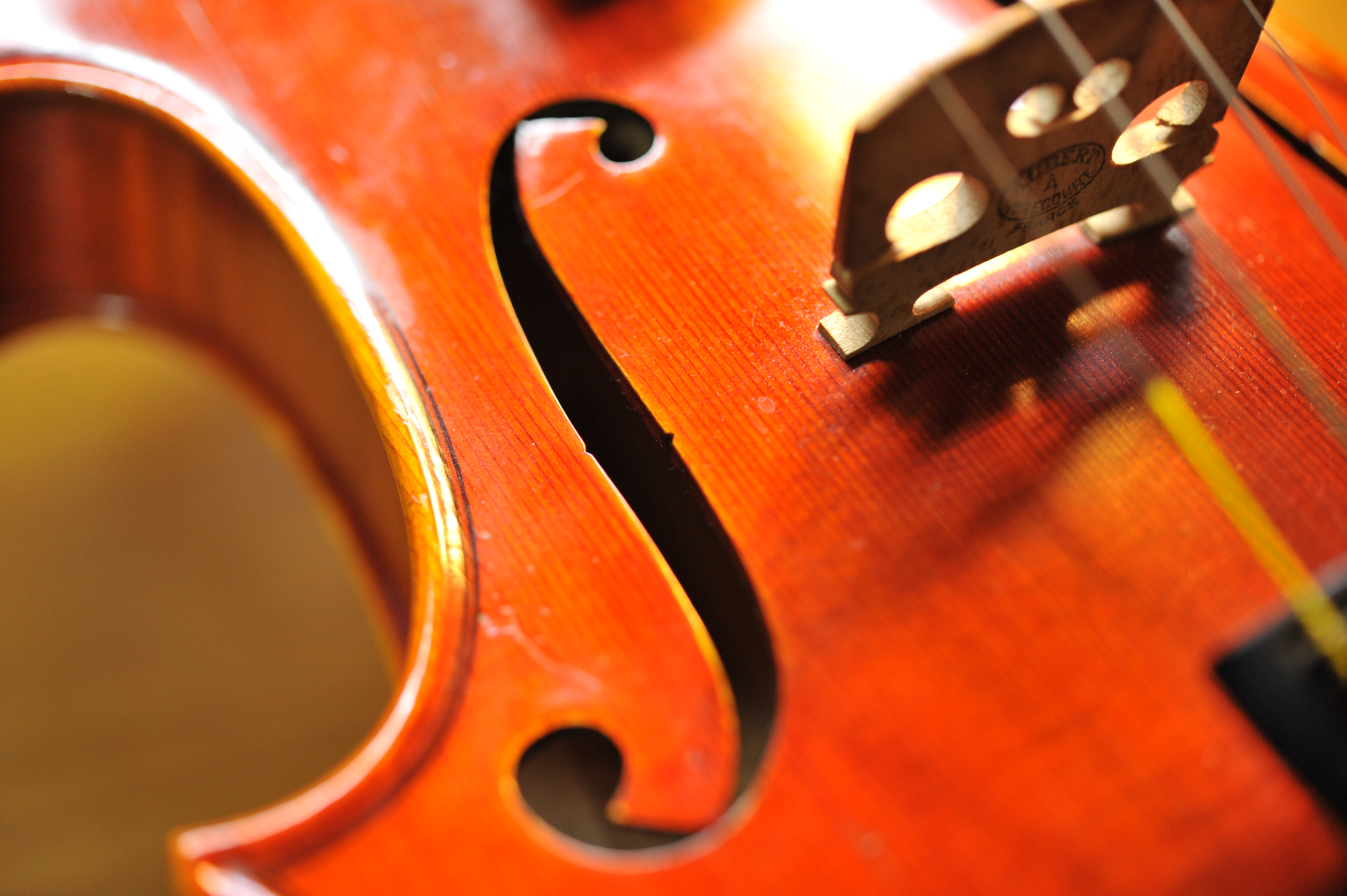
La ƒ sinistra di un violino

Le ƒƒ (effe) sono una tipologia di fori di risonanza presenti sulla tavola armonica di diversi strumenti musicali, come gli strumenti della famiglia del violino, le chitarre acustiche a tavola arcuata e le semi acustiche da esse derivate, e alcuni modelli di mandolino in stile nordamericano. Il nome deriva dalla loro forma, che ricorda la lettera ƒ in corsivo.
Altri cordofoni sono muniti di differenti tipologie di fori di risonanza, come le viole da gamba (che hanno dei fori a c), la chitarra acustica a tavola piatta (che ha un foro circolare) o i liuti (che hanno dei fori a rosetta); alcuni strumenti hanno altri fori aggiuntivi, sotto la tastiera, vicino al bordo o sulle fasce dello strumento.

## Origine della forma
Ancora a molti poco chiaro l'intento dei primi liutai di imporre questa immagine sulla tavola armonica dello strumento, sono molte le ipotesi varate: una delle più supportate sostiene che le "effe" siano state prese dalla parte alta del Duomo di Cremona dove, sulla facciata a fianco delle statue dei quattro profeti (Isaia, Geremia, Ezechiele e Daniele) è riportata una forma analoga alle "effe" dei violini e della famiglia in questione.

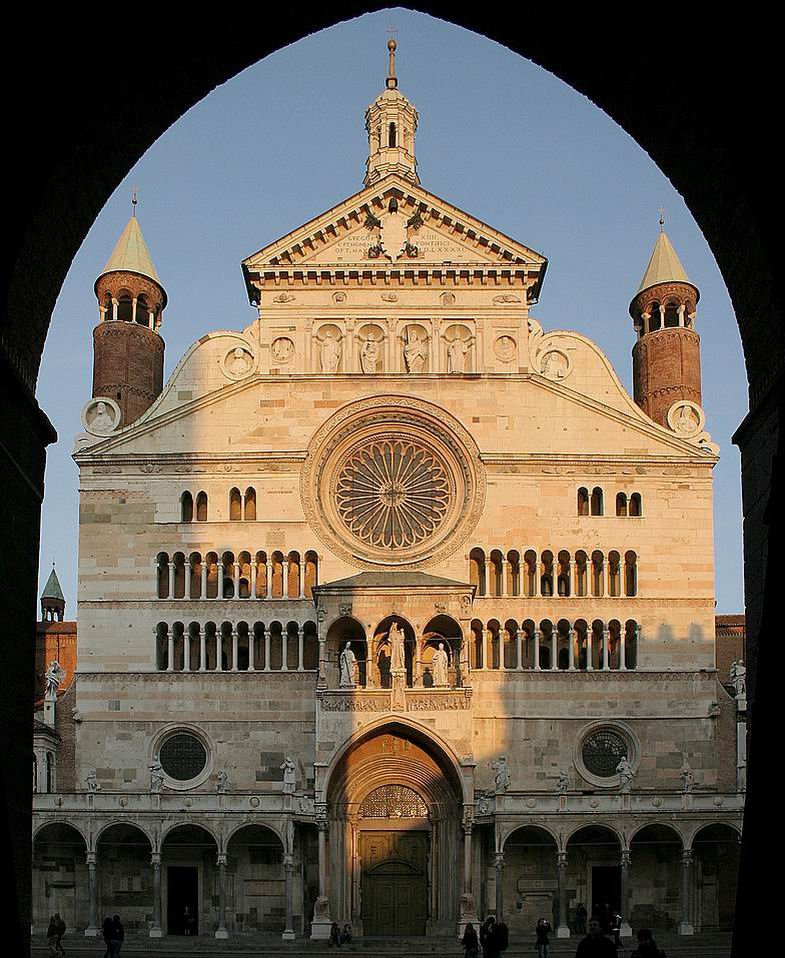
Come si può notare, le due effe sono posizionate sulla parte alta della facciata.

## Costruzione e caratteristiche
Le effe del violino vengono realizzate dopo aver iniziato un primo scavo della tavola armonica su entrambi i lati per definire la bombatura, ma in genere prima di raggiungere lo spessore definitivo del piano. Il contorno delle effe può essere preparato su un foglio di carta e poi riportato sul legno a matita con riga e compasso (metodo usato di solito dai liutai del passato, ad esempio Stradivari) o, come più spesso si fa oggi, con l'ausilio di una maschera preparata in precedenza; la traccia viene solitamente effettuata sul lato interno della tavola perché può lasciare segni sul legno, anche molto evidenti. Nella realizzazione vengono dapprima praticati i fori circolari agli estremi (detti occhi o occhielli delle effe), tradizionalmente effettuati con una fustella circolare, procedendo da entrambi i lati della tavola per non rovinare il legno, quindi il liutaio procede nel tracciare i bordi della sezione centrale (le aste) raccordandoli agli occhielli e poi svuota il corpo delle effe con una lama. Per terminare il piano è necessario rifinire la tavola e portarla al suo spessore definitivo; tale lavorazione non interessa di solito le effe, tranne il bordo esterno delle stesse (quello rivolto verso il bordo esterno della tavola), che a quel punto della lavorazione risulta visibilmente più spesso e necessita di essere pareggiato al bordo opposto con una lavorazione sul lato interno della tavola. Infine vengono incise le tacche centrali delle effe.
La distanza tra le due effe, la loro dimensione ed inclinazione sono variabili a seconda delle scelte effettuate dal liutaio. La progettazione delle effe deve tenere conto di curvatura delle superfici, qualità del legno, volume della cassa armonica e collocazione del ponticello. Il disegno delle effe è leggermente variabile e dipende dal gusto e dall'abilità del liutaio, così come la loro precisione geometrica: si va da realizzazioni poco accurate, come quelle di Gasparo da Salò, alla precisione meticolosa di liutai come Guarneri e, ancor più, Stradivari. L'inclinazione ottimale delle effe dovrebbe consentire alle aste di seguire le linee di livello della bombatura, per influenzare il meno possibile le oscillazioni della tavola. Se le effe sono più lontane del necessario oppure troppo inclinate (o ancora, se le effe sono bene dimensionate ma il ponticello è montato troppo in basso) lo strumento risulta poco responsivo, con suono debole e povero di armonici. Se invece le effe sono troppo vicine il difetto è meno grave, tuttavia il suono tenderà ad essere poco corposo e stridulo. Un dimensionamento errato delle effe altera inoltre l'intonazione della tavola armonica: se sono troppo lontane l'intonazione della tavola diventa incerta, se sono troppo vicine l'intonazione sale ma diventa meno nitida.
Le effe hanno al centro delle tacche (analogamente alla lettera corsiva) che costituiscono un riferimento importante: negli strumenti moderni il ponticello si colloca all'altezza delle tacche centrali, mentre in passato la sua posizione era spesso più bassa. La distanza fra il bordo superiore della tavola armonica e la tacca centrale delle effe è detta diapason; per gli strumenti moderni tale misura è comunemente di 195 mm. Le tacche delle effe, nei modelli Stradivari, sono sulla retta che divide il piano in due regioni, superiore e inferiore, di uguale area e peso.

## Influenza sull'acustica dello strumento

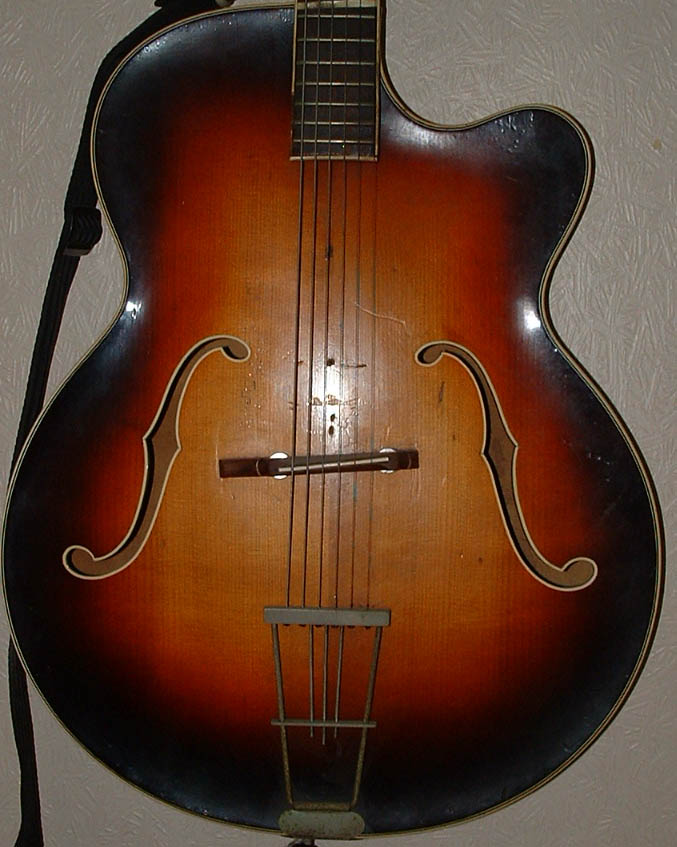
Le ƒƒ di una chitarra archtop

Le effe rivestono un ruolo significativo nell'emissione sonora, agendo come un secondo sistema oscillante complementare e contribuendo alla risonanza dello strumento. Contribuiscono a definirne la frequenza di risonanza di Helmholtz (che aumenta all'aumentare dell'area dei fori, di un semitono per un aumento d'area del 20% circa). L'aria presente nella regione delle effe oscilla a seguito della vibrazione della cassa e dell'aria al suo interno. La massa di questa porzione di aria vibrante aumenta all'aumentare dello spessore della tavola in corrispondenza delle effe (con una conseguente diminuzione della frequenza di risonanza). L'attrito dell'aria sul legno nel bordo delle effe comporta uno smorzamento dell'oscillazione, che dipende da quanto il legno è levigato in corrispondenza: la variazione dello smorzamento modifica l'ampiezza e la larghezza del picco di risonanza, influendo su quante e quali note verranno sostenute da essa.
Le effe indeboliscono il piano armonico dal punto di vista strutturale, separando dal bordo la parte centrale, sulla quale grava la componente della tensione delle corde trasmessa dal ponticello. Ovviano a questo fatto l'anima (vicina al piede destro del ponte) e la catena (vicina al piede sinistro), che aumentano la resistenza strutturale della tavola. Un altro ruolo di queste due componenti è legato al modo in cui alterano la rigidità della cassa armonica, influenzandone quindi la frequenza di risonanza.
Le effe non spostano in maniera drastica la posizione delle linee nodali della cassa di risonanza. Alcuni modi di vibrazione della tavola armonica libera vengono alterati, ma in parte l'effetto è compensato dall'aumento di rigidezza dovuto all'aggiunta della catena. Se invece la tavola armonica è incollata alle fasce l'effetto delle effe è più significativo. Essendo infatti il bordo della tavola vincolato, il solo bordo libero diventa il contorno delle effe e alcuni modi di risonanza vengono alterati nella regione circostante. Inoltre, la presenza dell'anima influisce sull'oscillazione della tavola e comporta la formazione di linee nodali che tendono ad attraversare le effe. La forma delle effe deve fornire un compromesso tra la trasmissione ottimale delle vibrazioni dal ponticello alla tavola e l'intonazione della risonanza di Helmholtz. In alcuni strumenti sono presenti dei fori aggiuntivi lontani dalla regione centrale della tavola, che incidono poco sulla trasmissione della vibrazione ma permettono di intonare la risonanza di Helmholtz, ad esempio le rosette sotto la tastiera di alcuni strumenti antichi, come le viole d'amore, o i soundport presenti in molte chitarre semiacustiche.